# نورثرپ (مینه‌سوتا)
نورثرپ، مینه‌سوتا (به انگلیسی: Northrop, Minnesota) یک شهر در ایالات متحده آمریکا است که در شهرستان مارتین واقع شده‌است.

## خصوصیات
نورثرپ ۰٫۳۹ کیلومترمربع مساحت و ۲۲۷ نفر جمعیت دارد و ۳۴۹ متر بالاتر از سطح دریا واقع شده‌است.